# Scottie
Scottie — студійний альбом американської джазової органістки Ширлі Скотт, випущений у 1959 році лейблом Prestige.

## Опис
Другий альбом Ширлі Скотт був записаний із тим самим складом музикантів з гурту Едді «Локджо» Девіса: басистом Джорджем Дювів'є та ударником Артуром Еджгіллом. Альбом включає кавер-версії популярних пісень «Mr. Wonderful», «Time on My Hands» і «How Deep Is the Ocean», блюзову баладу «Please Send Me Someone to Love» Персі Мейфілда та власні композиції Скотт.
На цій сесії Скотт також грає на фортепіано.

## Список композицій
1. «Diane» (Ерно Рапі, Лью Поллак) — 5:10
2. «Hong Pong» (Ширлі Скотт)  — 5:40
3. «Mr. Wonderful» (Гордон Дженкінс)  — 5:00
4. «How Deep Is the Ocean» (Ірвінг Берлін)  — 5:24
5. «Takin' Care of Business» (Ширлі Скотт)  — 3:36
6. «Please Send Me Someone to Love» (Персі Мейфілд)  — 3:36
7. «Cherry» (Дон Редмен)  — 3:50
8. «Time on My Hands» (Вінсент Юманс)  — 3:23

## Учасники запису
- Ширлі Скотт — орган, фортепіано
- Джордж Дювів'є — контрабас
- Артур Еджгілл — ударні

Технічний персонал
- Есмонд Едвардс — продюсер
- Руді Ван Гелдер — інженер
- Боб Снід — текст платівки